# DSO Blata
DSO Blata je dobrovolný svazek obcí v okresu České Budějovice, jeho sídlem je Pištín a jeho cílem je regionální rozvoj. Sdružuje celkem 10 obcí a byl založen v roce 2001.

## Obce sdružené v mikroregionu
- Čejkovice
- Dívčice
- Pištín
- Hlavatce
- Sedlec
- Mydlovary
- Zahájí
- Olešník
- Dříteň
- Zliv